# باميلا بورفورد
باميلا بورفورد (بالإنجليزية: Pamela Burford)‏ (9 أغسطس 1954، لاس كروسيس في الولايات المتحدة)؛ كاتِبة ومؤلِّفة وروائية أمريكية.